# Zhudong
Zhudong (chinesisch 竹東鎮, Pinyin Zhúdōng xiāng, Hakka: Chuk-tûng-chṳ́n / Zhug dungˋ zhinˊ) ist eine Stadtgemeinde des Landkreises Hsinchu in der Republik China (Taiwan).

## Lage und Beschreibung

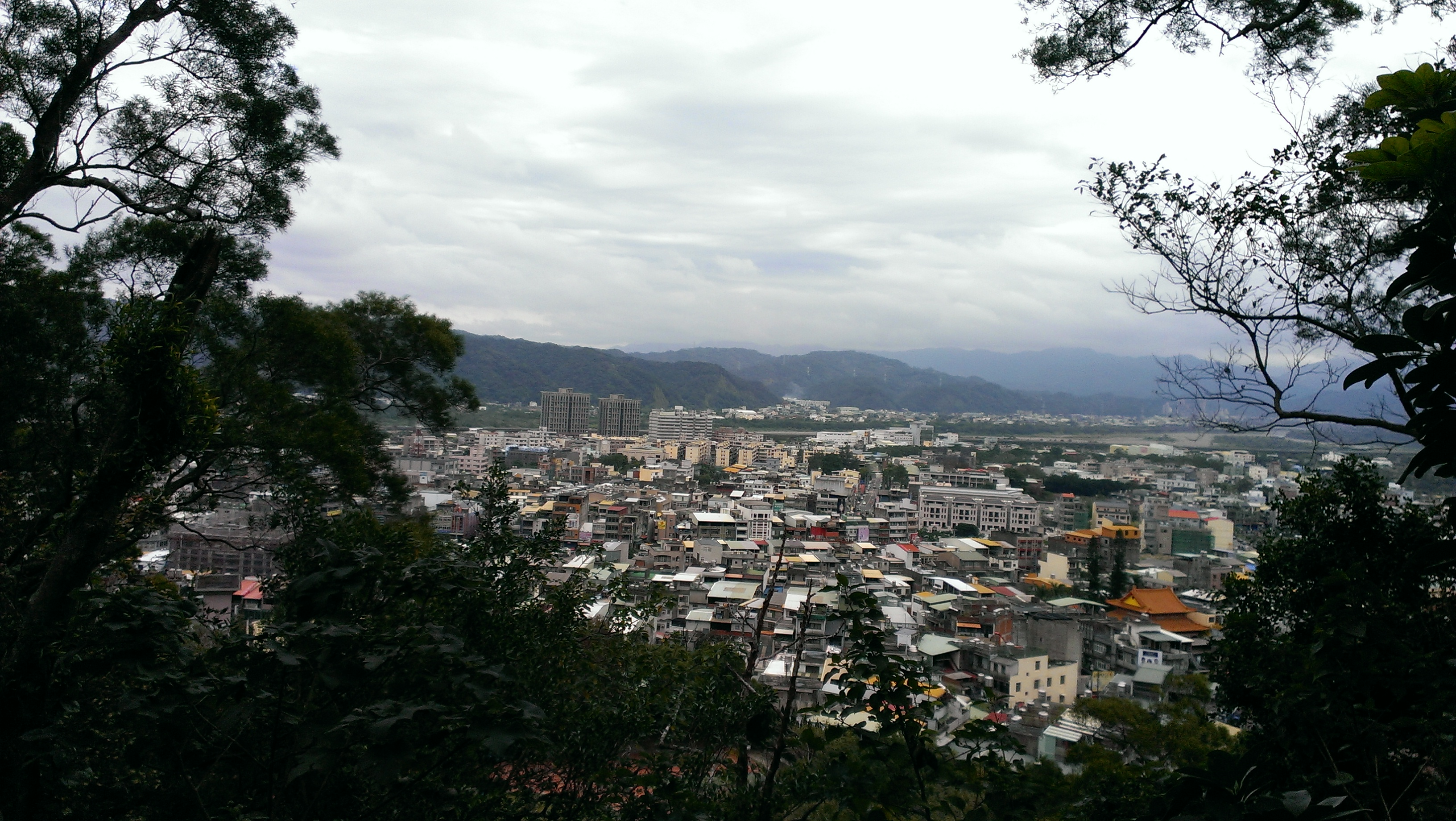
Blick auf Zhudong

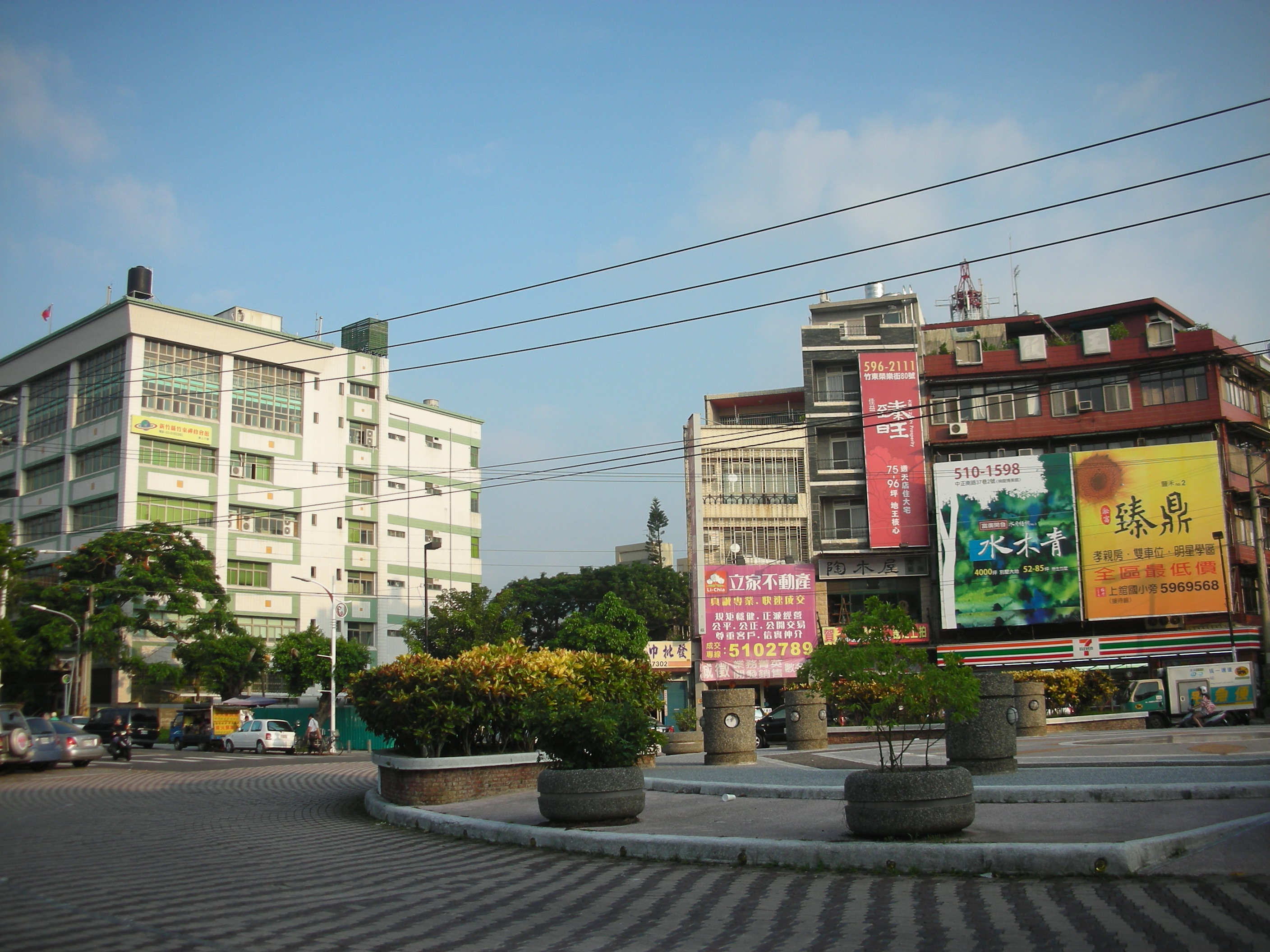
Im Zentrum von Zhudong

Das Gebiet Zhudongs hat die Form eines länglichen Korridors, der sich vom Westen des Landkreises Hsinchu in südöstliche Richtung erstreckt. Zhudong grenzt im Norden und Nordosten an Zhubei und Qionglin, im Osten an Hengshan, im Süden an Wufeng, im Südwesten an Beipu sowie im Westen an Baoshan und die Stadt Hsinchu (Ostbezirk).
Das Hauptsiedlungsgebiet erstreckt sich entlang dem Fluss Touqian (頭前溪), der die nordöstliche Grenze der Gemeinde bildet. Im Südosten, der dünner besiedelt ist, bildet der Fluss Shangping (上坪溪) die östliche Grenze. Mit über 97.000 Einwohnern war Zhudong im Oktober 2024 nach Zhubei die zweitgrößte Gemeinde des Landkreises Hsinchu und die größte Stadtgemeinde (鎮  zhen) Taiwans. Die Mehrheit der Bevölkerung gehört der Volksgruppe der Hakka an.
In Zhudong ist das staatliche Forschungsinstitut für Industrietechnologie (工業技術研究院, Industrial Technology Research Institute ITRI) angesiedelt.

## Geschichte

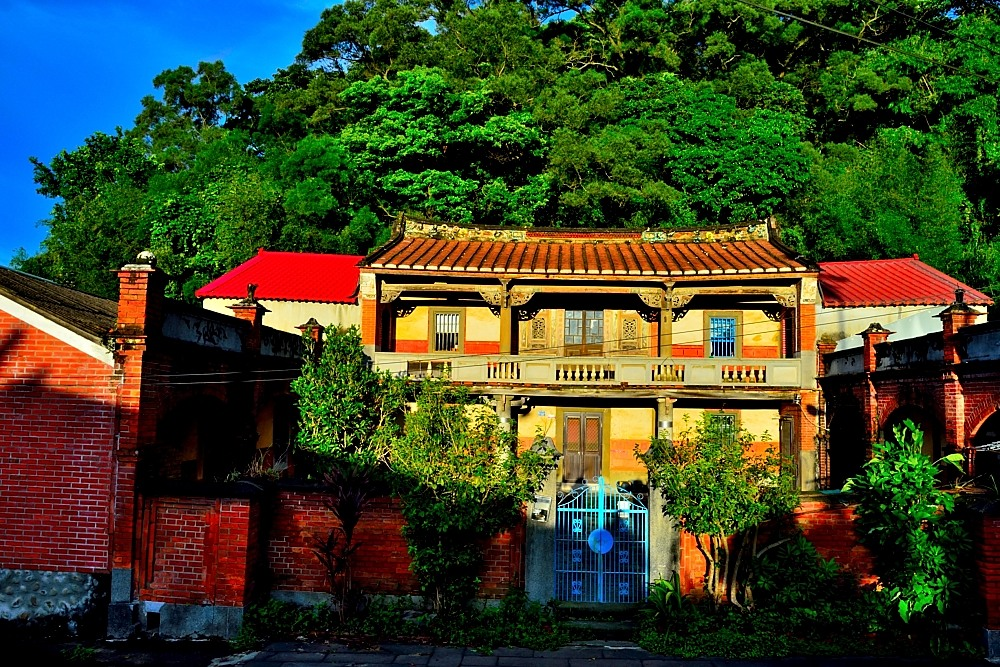
Traditionelles Haus der Familie Gan

Das Gebiet von Zhudong war ursprünglich von taiwanischen Ureinwohnern vom Volk der Saisiyat bewohnt. Die chinesische Besiedlung des Gebiets begann Mitte des 18. Jahrhunderts. Die Siedler nannten das Gebiet nach der hier wachsenden Ardisia sieboldia aus der Gattung Ardisia „Ardisienwald“ (橡棋林 Xiangqilin oder 樹杞林 Shuqilin, beides wird im Taiwanischen Chhiū-kí-nâ  ausgesprochen). Sie machten das Land urbar und betrieben Landwirtschaft. Hierbei kam es zuweilen zu gewaltsamen Konflikten zwischen den Volksgruppen der Hoklo und der Hakka.
Zur Zeit der japanischen Herrschaft über Taiwan wurde der Ort 1920 in 竹東 (japanisch: Chikutō, chinesisch: Zhudong, „Östlich von Hsinchu“) umbenannt. In dieser Zeit begann sich der Ort zu industrialisieren. Die Wälder wurden holzwirtschaftlich erschlossen und Kampfer gewonnen. Zementwerke und Glashütten wurden errichtet, man betrieb Steinkohlenbergbau und bohrte nach Erdöl und Erdgas.
Nach der Übernahme Taiwans durch die Republik China wurde die Gemeinde im Jahr 1950 in den Landkreis Hsinchu eingegliedert. Für den Transport von Menschen und Gütern wurde entlang dem Touqian-Fluss eine Eisenbahnlinie, die Neiwan-Linie, gebaut.

## Verkehr und Wirtschaft

Ein Teil des Forschungsinstituts für Industrietechnologie (ITRI)

Im Norden durchquert die Autobahn Nationalstraße 3 Zhudong von Ost nach West, mit einer Abfahrt an der Grenze zwischen Zhudong und Qionglin. Sie kreuzt die Provinz-Schnellstraße 68 und die Kreisstraße 122, die beide mehr oder weniger parallel zum Touqian- bzw. Shangping-Fluss von Nordwesr nach Südost durch das Gemeindegebiet führen. Im Zentrum Zhudongs durchquert die Provinzstraße 3 die Gemeinde.
Durch Zhudong verlaufen die Neiwan-Linie (內灣線) und die Liujia-Linie (六家線) der Taiwanischen Eisenbahn. Die Neiwan-Linie hat im Gemeindegebiet die Bahnhöfe Zhuzhong, Shangyuan, Ronghua und Zhudong und führt in westlicher Richtung nach Hsinchu (Stadt), ostwärts in die Gemeinde Hengshan. Die Liujia-Linie führt von Zhuzhong nordwärts nach Liujia in der Stadt Zhubei, wo auch der Bahnhof Hsinchu der Taiwan High Speed Rail THSR liegt.
Der Öffentliche Nahverkehr besteht aus Buslinien.
Nachdem in der Vergangenheit Holzwirtschaft, Kohleabbau, Erdöl- und Erdgasförderung das industrielle Bild Zhudongs bestimmten, hat sich seit Ende des 20. Jahrhunderts ein Wandel hin zur Ansiedlung von Firmen im Bereich Spitzentechnologie ergeben. Von Bedeutung sind auch das Forschungsinstitut für Industrietechnologie (ITRI) und der Hsinchu-Wissenschaftspark im benachbarten Hsinchu-Ostbezirk, wo viele Einwohner Zhudongs Beschäftigung finden. Daneben besteht in der Ebene entlang den Flüssen Youluo und Shangping traditionelle Landwirtschaft, zu deren häufigsten Erzeugnissen Reis, Süßkartoffeln, Persimonen, Pfirsiche, Zitrusfrüchte und Speisepilze gehören.
Das dicht besiedelte Zentrum Zhudongs verfügt über Einkaufsmöglichkeiten und Banken. Der traditionelle Zentrale Markt (中央市場 Zhongyang Shichang) wird am Abend zu einem Nachtmarkt. Hier sind Bantiao-Nudeln (粄條) und Kejia suancai (客家酸菜), eingelegtes Gemüse nach Hakka-Art (meist Chinakohl oder Pak Choi), bekannte Spezialitäten.

## Kultur und Sehenswürdigkeiten

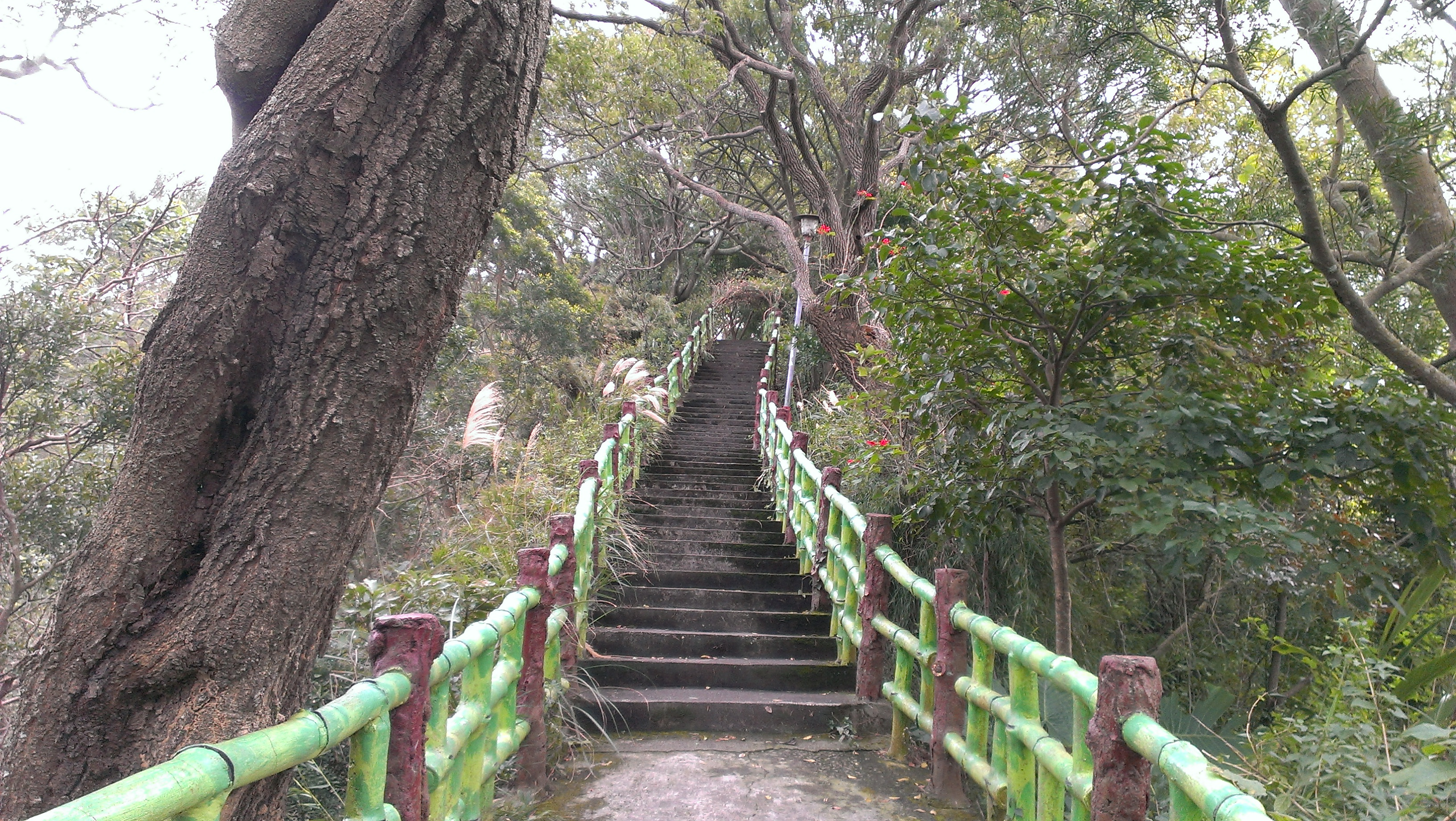
Wanderweg in Zhudong

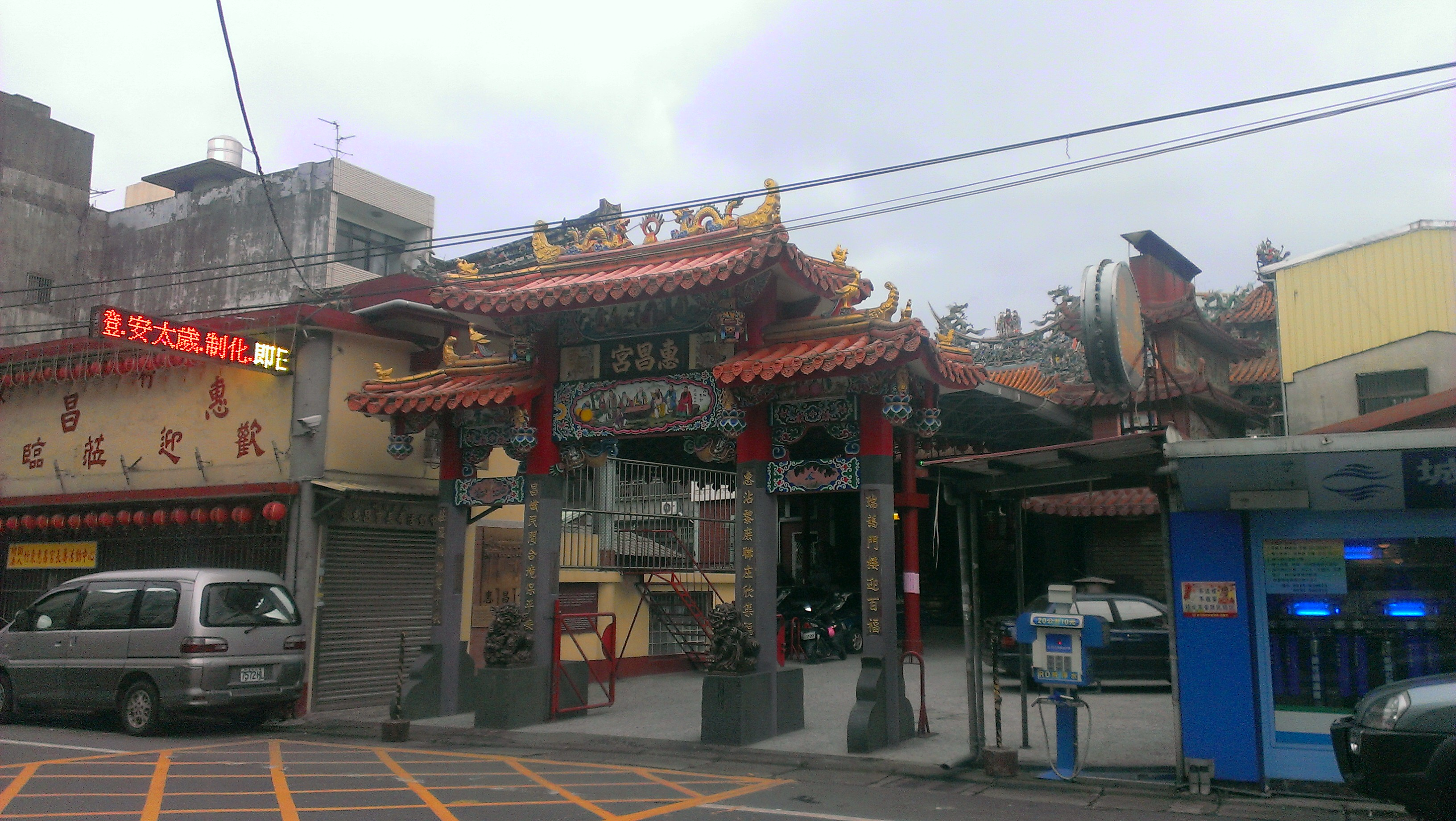
Eingang zum Huichang Gong

Das hügelige Gelände im Süden und an den Rändern Zhudongs ist zumeist bewaldet und mit seinen Wanderwegen ein beliebtes Ausflugsziel.
In der Nähe des Bahnhofs befindet sich das Zhudong Holzwirtschaftsmuseum (竹東林業展示館 Zhudong linye zhanshiguan), das einen Einblick in die Geschichte der bis 1975 betriebenen lokalen Holzwirtschaft bietet.
Im Zentrum Zhudongs erinnert das Hsiao-Ju-Sung-Museum (蕭如松藝術園區) an Leben und Werk des lokalen Aquarellmalers Hsiao Ju-Sung (1922–1992).
Die Alte Straße Shangping (上坪老街 Shangping Laojie) war im 19. und 20. Jahrhundert ein wichtiger Umschlagplatz für Kampferholz und Tee aus den östlichen Bergen. Aus jener Zeit sind  einige alte Gebäude erhalten.
Ein religiöses Zentrum ist der daoistisch-buddhistische Tempel Huichang Gong (惠昌宮), in dem hauptsächlich die Könige der Drei Berge (三山國王) nebst einer Reihe weiterer Gottheiten verehrt werden. Das 1810 errichtete Heiligtum ist ein Ableger des im benachbarten Qionglin befindlichen Tempels Guangfu Gong.